# Cartucho de cinta sin fin

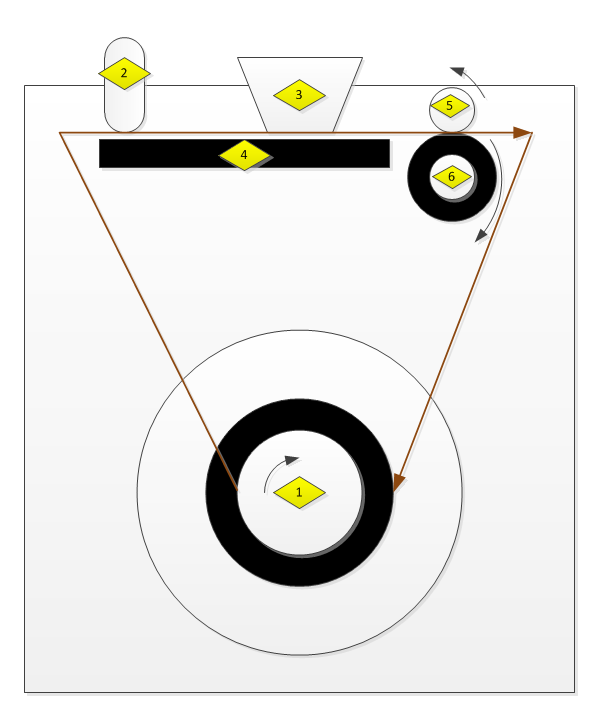
Esquema básico de un cartucho de cinta sin fin, mostrando algunos elementos básicos de un cartucho y del reproductor. 1: bobina de cinta. 2: sensor de fin de programa. 3: cabezal. 4: esponja. 5: cabrestante accionado por motor. 6: rodillo

Un cartucho de cinta sin fin es un cartucho de cinta o casete que contiene una cinta magnética (habitualmente codificando una señal de audio) que se puede reproducir en un bucle sin fin, sin necesidad de rebobinar ni de cambiar el sentido en el que avanza la cinta para reproducirlo nuevamente. El dispositivo que reproduce los cartuchos que codifican audio es el magnetófono de cartuchos.

## Descripción
El cartucho de cinta sin fin tiene un transporte de cinta que solo permite el movimiento hacia adelante. La cinta magnética puede tener marcadores de inicio y finalización, como una baliza magnética, un empalme conductor eléctrico, un orificio que se puede escanear ópticamente o una cinta de empalme transparente.

## Historia
El cartucho fue inventado por el ingeniero de sonido Bernard A. Cousino y dominó el mercado durante muchos años.
Uno de los primeros productos que utilizó la tecnología de cinta sin fin fue Audio Vendor de 1952, una creación de Cousino. Se registró como patente US2804401A. La cinta se enrolla en un carrete por el lado externo, y sale por el lado interno, y se vuelve a enrollar a través del exterior del carrete. Inicialmente, este mecanismo se iba a implementar en un magnetófono de bobina abierta.
Más tarde, Cousino desarrolló un estuche de plástico que se podía colocar en algunas grabadoras existentes. Este cartucho fue comercializado por John Herbert Orr como Orrtronic Tapette. En esta generación, el revestimiento magnético de la cinta quedaba enrollado hacia el interior del carrete. Los tipos de cartuchos posteriores tenían la capa magnética hacia el exterior del cartucho, lo que requería una grabadora especialmente diseñada para reproducirlo. Se agregó un cabrestante para traccionar la cinta, lo que permitió a los usuarios la comodidad de simplemente empujar el cartucho en la grabadora sin tener que enhebrar la cinta. Estos casetes no necesitaban espacio interno para el mecanismo del cabezal de la cinta porque tenían acceso a ésta desde fuera del cartucho. 
Basado en estos nuevos casetes, George Eash desarrolló el cartucho Fidelipac en 1954. El PlayTape, la cinta de 8 pistas y el Compact Cassette sin fin para el mensaje de anuncio de los contestadores automáticos se hicieron con esta técnica. No había ningún rodillo de enrollado trasero dentro de dicho casete, por lo que rebobinar era imposible. Anteriormente, se usaba una técnica similar para almacenar la cinta sónica de vinilo de Tefifón en el cartucho Tefi.
Otro invento patentado por Cousino fue el revestimiento de grafito aplicado al lado inferior de la cinta en cartuchos sin fin. El recubrimiento permitió sacar la cinta sin fin sin arrugarla. Los cartuchos de 8 pistas también usaban el recubrimiento, lo que provocó que la parte inferior de la cinta fuera de color gris.

## Precursor tecnológico del cartucho sin fin
- magnetófono de bobina abierta cinta de audio magnética (1933)
- Tefifón (1936), la cinta sónica de vinilo se almacenaba de manera similar en el cartucho Tefi, pero sin ningún carrete.
- Audio Vendor: un conjunto para instalar en un magnetófono de bobina abierta de Bernard Cousino.
- Cinta estéreo (1953): primer almacenamiento de audio estéreo para usuarios finales.

## Lista de cartuchos de cinta sin fin

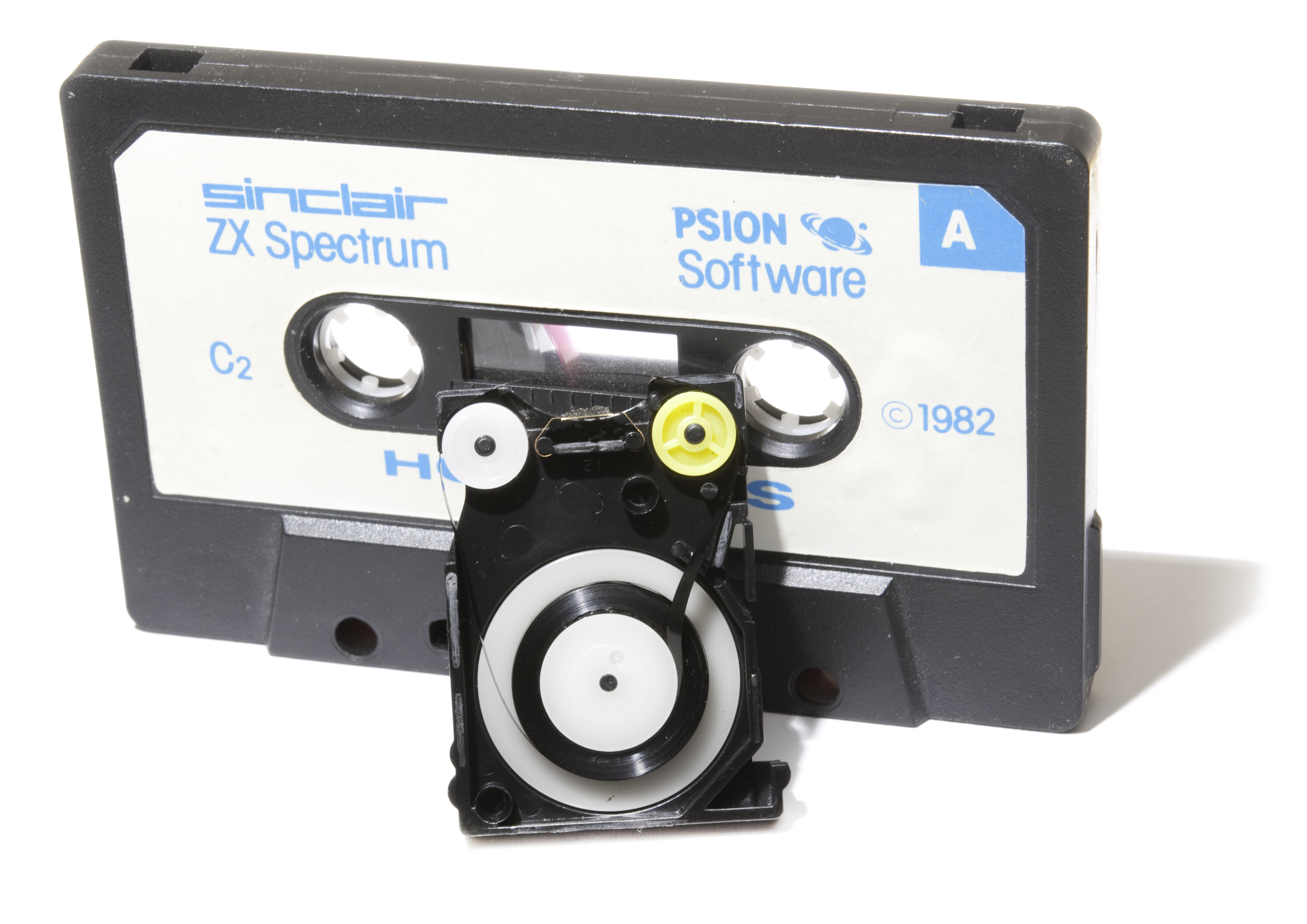
Cartucho Microdrive abierto, mostrando la disposición de sus componentes.

Los diferentes cartuchos de audio y datos en orden cronológico de lanzamiento al mercado:
- Década de 1950: Orrtronic Tapette.
- 1959: cinta de 3 pistas/Fidelipac/NAB - CARTridge «NAB-CART»/Rowe Customusic utilizó el Fidelipac tipo C grande.
- 1960: Redifusión Reditune.
- 1962: cinta de 4 pistas, también llamado Muntz Stereo-Pak o "CARtridge".
- Década de 1960: Mohawk Message Repeater Cartridge.
- 1966: cartucho de 8 pistas, también llamado Stereo-8 u 8 pistas.
- 1966: PlayTape.
- 1967: SCM Mail Call, reutilizó el cartucho Playtape.
- 1969: cassette compacto sin fin: para contestadores automáticos.
- 1971: HiPac.
- 1975: Ponkey, reutilizó el cartucho HiPac.
- 1983: ZX Microdrive, cartucho de datos y unidad de cinta, para almacenamiento y respaldo de datos.
- ~1985: Bandai Micro Cartridge.
- ~1987: Pocket Rockers.